# سیب‌زمینی داغ (ترانه)
«سیب‌زمینیِ داغ» (انگلیسی: Hot Potato) آهنگی از خوانندهٔ آمریکایی لاتویا جکسون، سومین تک‌آهنگ از سومین آلبوم استودیویی او قلب دروغ نگو (۱۹۸۴) است. در جدول تک‌آهنگ‌های سیاه بیلبورد در رتبه ۴۳ و در نمودار موسیقی رقص داغ بیلبورد/کلاب پلی در رتبه ۳۸ قرار گرفت. همچنین در بریتانیا به شماره ۹۲ رسید. این تک‌آهنگ در فرمت‌های ۷ و ۱۲ اینچی با قطعه آلبوم «دوباره فکر کن» به‌عنوان سمت B منتشر شد. برخی از تک‌آهنگ‌ها دارای نسخهٔ دوبله نیز هستند.